# Guindilla (periódico)
Guindilla fue un periódico editado en Madrid entre 1842 y 1843, durante la regencia de Espartero. 

## Historia
Editado en Madrid, fue impreso en las imprentas de El Panorama Español y en la homónima. Su primer número apareció el 17 de julio de 1842, con dieciséis páginas de 0,120 x 0,177 m, con una periodicidad de dos números por semana y el subtítulo «periódico satírico-político-burlesco». El 20 de abril de 1843 comenzó una segunda época, con cuatro páginas de 0,310 x 0,205 m y el título Guindilla: periódico popular. La publicación habría sobrevivido, al menos, hasta el 2 de julio de 1843, número XXII.  Fueron sus redactores Wenceslao Ayguals de Izco y Blas Araque. De ideología republicana e inclinación satírica, se oponía al gobierno esparterista.